# Коротич (аэродром)
Аэродром «Коротич» — спортивный аэродром, расположенный в Харьковской области в районе поселка Новый Коротыч. Аэродром предназначен для размещения и выполнения полетов авиации общего назначения, запуска и испытания авиамоделей, а также выполнения парашютных прыжков.

## Расположение
Аэродром «Коротич» расположен в Харьковской обл., р-н поселка Коротич. Проезд от ст.м. «Холодная Гора», Киевская трасса за Коротичем до указателя «Новый Коротич», поворот направо. Проезд на маршрутном такси N 502 «Харьков-Люботин» — от ст. метро «Холодная Гора» до ост. «Новый Коротич».

## Основные данные
На аэродроме базируется Харьковский аэроклуб им. В. С. Гризодубовой ОСО Украины. Полеты летательных аппаратов и прыжки с парашютом на аэродроме выполняются в светлое время суток круглый год, при наличии благоприятных погодных условий. Размер летного поля 1500×2000 м. Покрытие — грунт.

## Эксплуатация
- На аэродроме осуществляют прыжки с парашютом как новички в парашютизме, так и опытные спортсмены-парашютисты, обучающиеся в аэроклубе.
- Любой желающий может прокатиться на борту самолета (Як-18Т, ХАЗ-30, Вис-3,Т-10, Л-29, АН-2)  рядом с опытным пилотом.
- В небе отрабатывают свои навыки летчики-спортсмены.
- Проходят запуски и испытания авиамоделей.
- Организовываются и проводятся соревнования по парашютному[2], вертолетному и авиамодельному спорту.

## Воздушные суда
| Пилотажные самолёты | Прочие самолёты           | Вертолёты  |
| ------------------- | ------------------------- | ---------- |
| Л-29, ЯК-52         | Т-10, Ан-2, Як-18Т, ВИС-3 | Ми-2, Ми-8 |

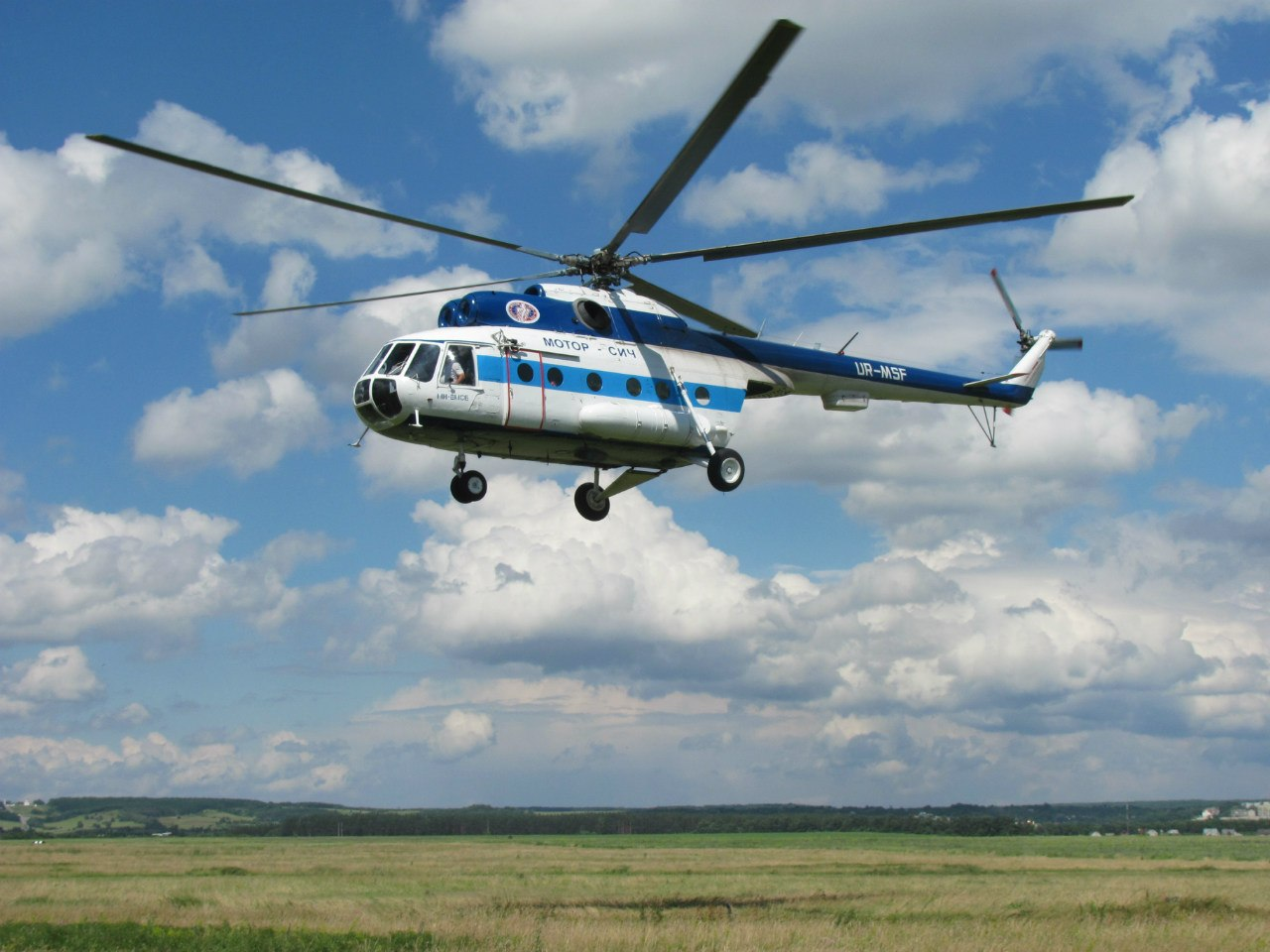
Вертолет Ми-8
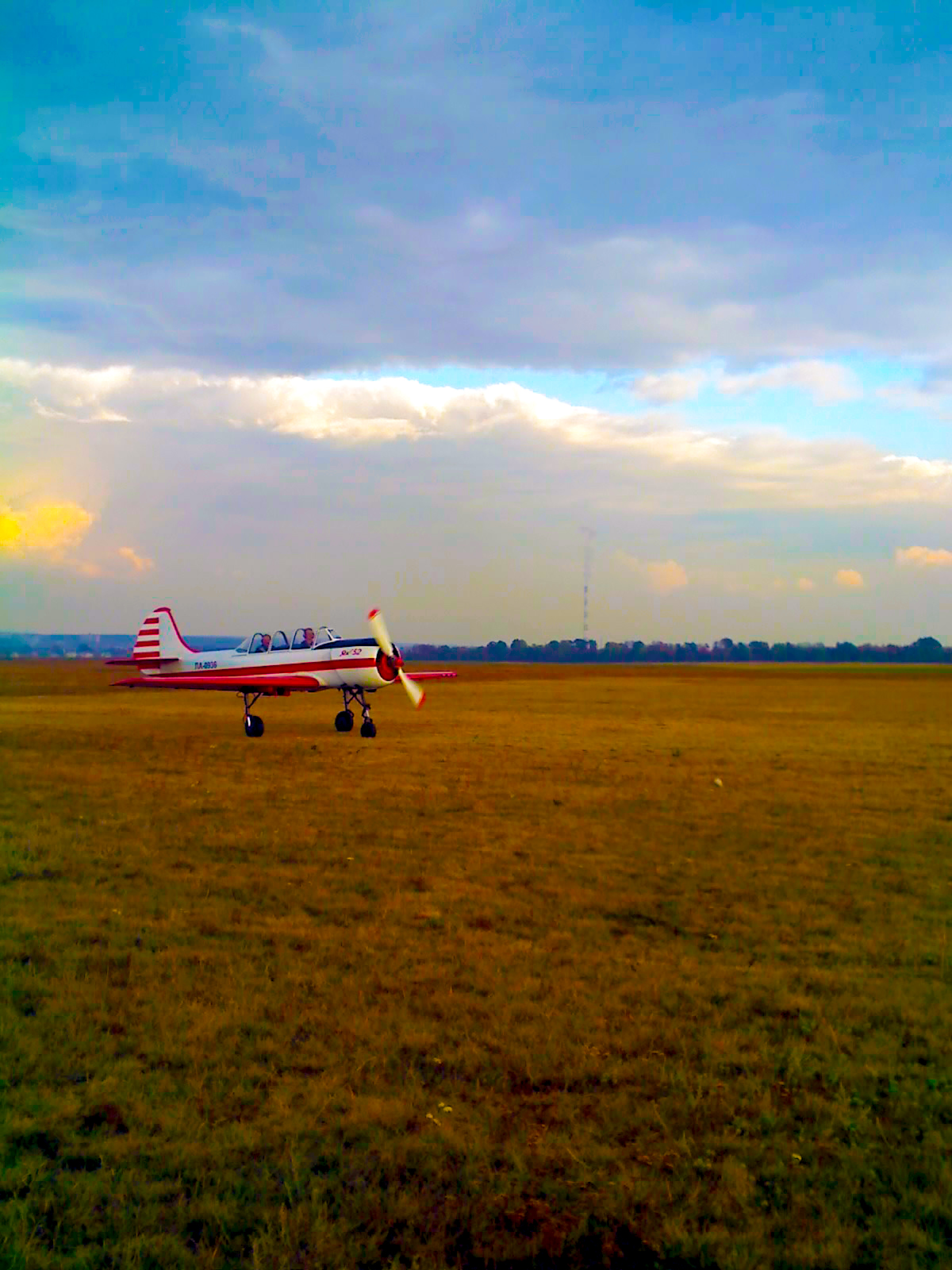
Самолёт Як-52
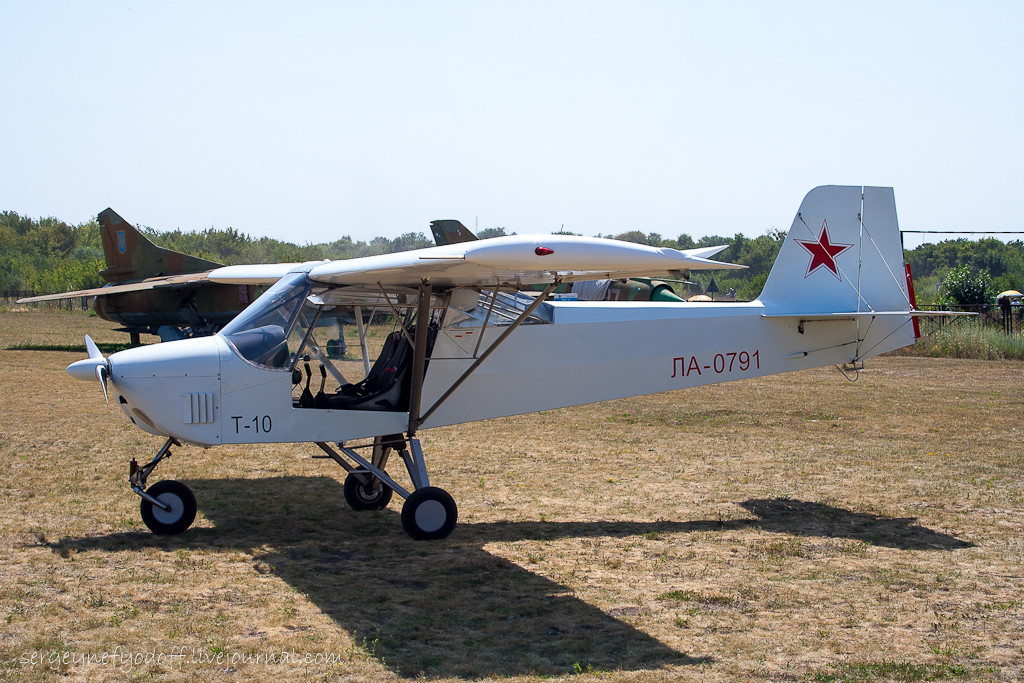
Самолёт Т-10
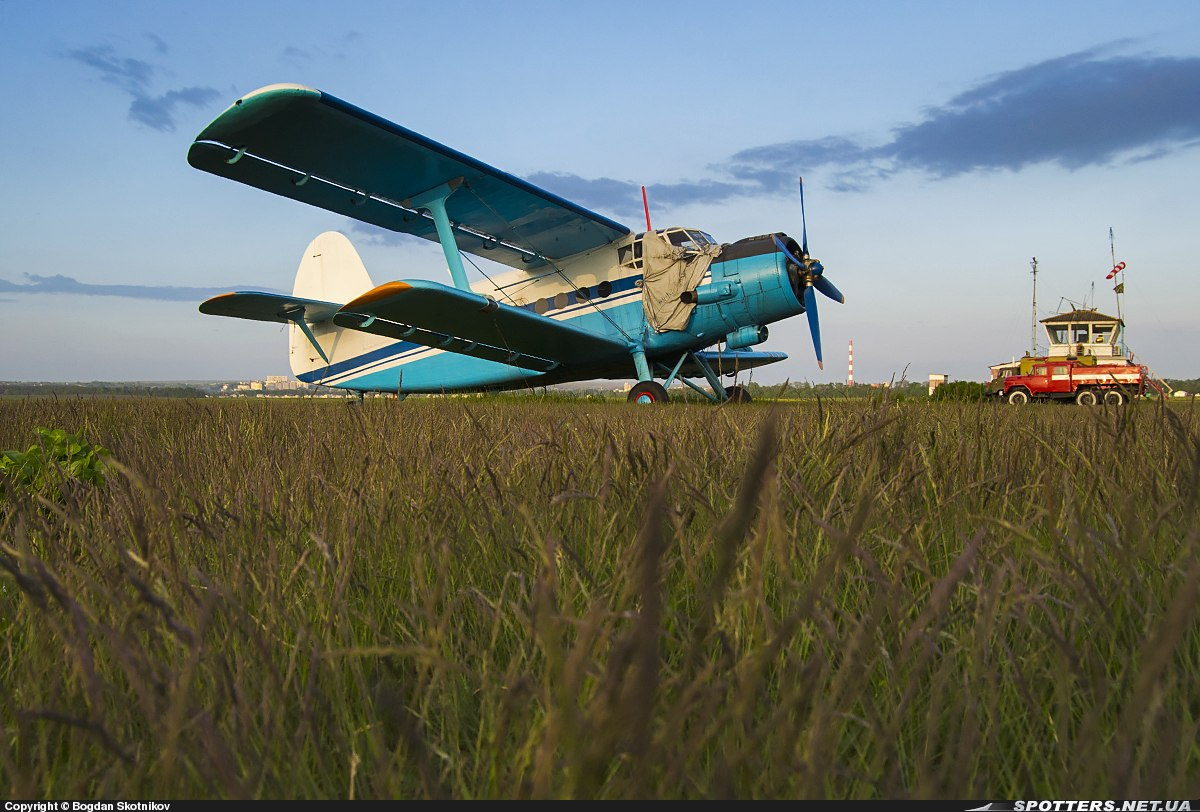
Самолет Ан-2
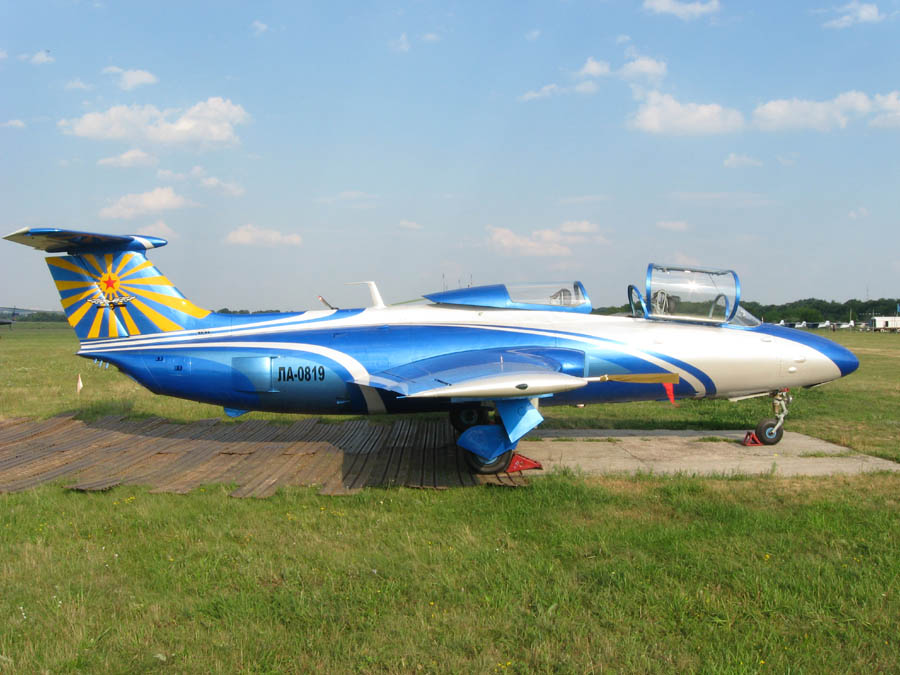
Самолет Л-29

## Исторические факты
- На территории аэродрома «Коротич» расположен авиационный музей под открытым небом. На музейной площадке установлены истребители МиГ-21, МиГ-23, Су-27, истребители-бомбардировщики МИГ-27 и СУ-17, самолет Ан-2, а также вертолеты Ми-2 и Ми-8. Техника принадлежит Университету воздушных сил. Любому желающему можно посетить музей совершенно бесплатно.
- Рядом с аэродромом расположена трасса для мотокросса.
- 21 - 22 июня 2014 года на аэродроме «Коротич» был установлен национальный рекорд Украины в классе «Большие формации с перестроением».[3][4].